# 10e cérémonie des Critics' Choice Television Awards
La 10e cérémonie des Critics' Choice Television Awards, décernés par la Broadcast Television Journalists Association, a eu lieu le 12 janvier 2020, et récompense les programmes télévisés diffusés en 2019.
Les nominations sont annoncées le 8 décembre 2019.

## Nominations

### Séries dramatiques

#### Meilleure série dramatique
- Succession (HBO)
  - The Crown (Netflix)
  - David Makes Man (OWN)
  - Game of Thrones (HBO)
  - The Good Fight (CBS All Access)
  - Pose (FX)
  - This Is Us (NBC)
  - Watchmen (HBO)

#### Meilleur acteur dans une série dramatique
- Jeremy Strong pour le rôle de Kendall Roy dans Succession
  - Sterling K. Brown pour le rôle de Randall Pearson dans This Is Us
  - Mike Colter pour le rôle de David Acosta dans Evil
  - Paul Giamatti pour le rôle de Charles « Chuck » Rhoades Jr. dans Billions
  - Kit Harington pour le rôle de Jon Snow dans Game of Thrones
  - Freddie Highmore pour le rôle du Dr Shaun Murphy dans The Good Doctor
  - Tobias Menzies pour le rôle de Philip Mountbatten dans The Crown
  - Billy Porter pour le rôle de Pray Tell dans Pose

#### Meilleure actrice dans une série dramatique
- Regina King pour le rôle d'Angela Abar / Sœur Nuit dans Watchmen
  - Christine Baranski pour le rôle de Diane Lockhart dans The Good Fight
  - Olivia Colman pour le rôle d'Élisabeth II dans The Crown
  - Jodie Comer pour le rôle de Villanelle / Oksana Astankova dans Killing Eve
  - Nicole Kidman pour le rôle de Celeste Wright dans Big Little Lies
  - Mj Rodriguez pour le rôle de Blanca Rodriguez-Evangelista dans Pose
  - Sarah Snook pour le rôle de Siobhan « Shiv » Roy dans Succession
  - Zendaya pour le rôle de Rue Bennett dans Euphoria

#### Meilleur acteur dans un second rôle dans une série dramatique
- Billy Crudup pour le rôle de Cory Ellison dans The Morning Show
  - Asante Blackk pour le rôle de Malik dans This Is Us
  - Asia Kate Dillon pour le rôle de Taylor Amber Mason dans Billions
  - Peter Dinklage pour le rôle de Tyrion Lannister dans Game of Thrones
  - Justin Hartley pour le rôle de Kevin Pearson dans This Is Us
  - Delroy Lindo pour le rôle d'Adrian Boseman dans The Good Fight
  - Tim Blake Nelson pour le rôle de Wade Tillman / Miroir dans Watchmen

#### Meilleure actrice dans un second rôle dans une série dramatique
- Jean Smart pour le rôle de Laurie Blake dans Watchmen
  - Helena Bonham Carter pour le rôle de Margaret du Royaume-Uni dans The Crown
  - Gwendoline Christie pour le rôle de Brienne de Torth dans Game of Thrones
  - Laura Dern pour le rôle de Renata Klein dans Big Little Lies
  - Audra McDonald pour le rôle de Liz Lawrence dans The Good Fight
  - Meryl Streep pour le rôle de Mary Louise Wright dans Big Little Lies
  - Susan Kelechi Watson pour le rôle de Bethany « Beth » Pearson dans This Is Us

### Séries comiques

#### Meilleure série comique
- Fleabag (Amazon)
  - Barry (HBO) (liste des récompenses)
  - Mme Maisel, femme fabuleuse (The Marvelous Mrs. Maisel) (Amazon)
  - Mom (CBS)
  - Au fil des jours (One Day at a Time) (Netflix)
  - PEN15 (Hulu)
  - Schitt's Creek (Pop)

#### Meilleur acteur dans une série comique
- Bill Hader pour le rôle de Barry Berkman / Barry Block dans Barry
  - Ted Danson pour le rôle de Michael dans The Good Place
  - Walton Goggins pour le rôle de Wade dans The Unicorn
  - Eugene Levy pour le rôle de Johnny Rose dans Schitt's Creek
  - Paul Rudd pour le rôle de Miles Elliot dans Living with Yourself
  - Bashir Salahuddin pour le rôle de Sherman McDaniel dans Sherman's Showcase
  - Ramy Youssef pour le rôle de Ramy Hassan dans Ramy

#### Meilleure actrice dans une série comique
- Phoebe Waller-Bridge pour le rôle de Fleabag dans Fleabag
  - Christina Applegate pour le rôle de Jen Harding dans Dead to Me
  - Alison Brie pour le rôle de Ruth « Zoya the Destroyer » Wilder dans GLOW
  - Rachel Brosnahan pour le rôle de Miriam « Midge » Maisel dans Mme Maisel, femme fabuleuse (The Marvelous Mrs. Maisel)
  - Kirsten Dunst pour le rôle de Krystal Stubbs dans On Becoming a God in Central Florida
  - Julia Louis-Dreyfus pour le rôle de Selina Meyer dans Veep
  - Catherine O'Hara pour le rôle de Moira Rose dans Schitt's Creek

#### Meilleur acteur dans un second rôle dans une série comique
- Andrew Scott pour le rôle du Prêtre dans Fleabag
  - Andre Braugher pour le rôle de Raymond Jacob Holt dans Brooklyn Nine-Nine
  - Anthony Carrigan pour le rôle de NoHo Hank dans Barry
  - William Jackson Harper pour le rôle de Chidi Anagonye dans The Good Place
  - Dan Levy pour le rôle de David Rose dans Schitt's Creek
  - Nico Santos pour le rôle de Mateo Fernando Aquino Liwanag dans Superstore
  - Henry Winkler pour le rôle de Gene Cousineau dans Barry

#### Meilleure actrice dans un second rôle dans une série comique
- Alex Borstein pour le rôle de Susie Myerson dans Mme Maisel, femme fabuleuse (The Marvelous Mrs. Maisel)
  - D'Arcy Carden pour le rôle de Janet dans The Good Place
  - Sian Clifford pour le rôle de Claire dans Fleabag
  - Betty Gilpin pour le rôle de Debbie « Liberty Belle » Eagan dans GLOW
  - Rita Moreno pour le rôle de Lydia Riera dans Au fil des jours (One Day at a Time)
  - Annie Murphy pour le rôle de Alexis Rose dans Schitt's Creek
  - Molly Shannon pour le rôle de Pat Dubek dans The Other Two

### Mini-séries et téléfilms

#### Meilleur téléfilm ou série limitée

##### Meilleure série limitée
- When They See Us (Netflix)
  - Catch-22 (Hulu)
  - Chernobyl (HBO)
  - Fosse/Verdon (FX)
  - The Loudest Voice (Showtime)
  - Unbelievable (Netflix)
  - Years and Years (HBO)

##### Meilleur téléfilm
- El Camino : Un film Breaking Bad
  - Brexit (HBO)
  - Deadwood: The Movie (HBO)
  - Guava Island (Amazon)
  - Native Son (HBO)
  - Patsy & Loretta (Lifetime)

#### Meilleur acteur dans une mini-série ou un téléfilm
- Jharrel Jerome pour le rôle de Korey Wise dans When They See Us
  - Christopher Abbott pour le rôle de John Yossarian dans Catch-22
  - Mahershala Ali pour le rôle de Wayne Hays dans True Detective
  - Russell Crowe pour le rôle de Roger Ailes dans The Loudest Voice
  - Jared Harris pour le rôle de Valeri Legassov dans Chernobyl
  - Sam Rockwell pour le rôle de Bob Fosse dans Fosse/Verdon
  - Noah Wyle pour le rôle de Daniel Calder dans The Red Line

#### Meilleure actrice dans une mini-série ou un téléfilm
- Michelle Williams pour le rôle de Gwen Verdon dans Fosse/Verdon
  - Kaitlyn Dever pour le rôle de Marie Adler dans Unbelievable
  - Anne Hathaway pour le rôle de Lexi  dans Modern Love
  - Megan Hilty pour le rôle de Patsy Cline dans Patsy et Loretta
  - Joey King pour le rôle de Gypsy Blanchard dans The Act
  - Jessie Mueller pour le rôle de Loretta Lynn dans Patsy et Loretta
  - Merritt Wever pour le rôle de Karen Duvall dans Unbelievable

#### Meilleur acteur dans un second rôle dans une mini-série ou un téléfilm
- Stellan Skarsgård pour le rôle de Boris Chtcherbina dans Chernobyl
  - Asante Blackk pour le rôle de Kevin Richardson dans When They See Us
  - George Clooney pour le rôle du général Scheisskopf dans Catch-22
  - John Leguizamo pour le rôle de Raymond Santana Sr. dans When They See Us
  - Dev Patel pour le rôle de Joshua jeune dans Modern Love
  - Jesse Plemons pour le rôle de Todd Alquist dans El Camino : Un film Breaking Bad
  - Russell Tovey pour le rôle de Daniel Lyons dans Years and Years

#### Meilleure actrice dans un second rôle dans une mini-série ou un téléfilm
- Toni Collette pour le rôle de Grace Rasmussen dans Unbelievable
  - Patricia Arquette pour le rôle de Dee Dee Blanchard dans The Act
  - Marsha Stephanie Blake pour le rôle de Linda McCray dans When They See Us
  - Niecy Nash pour le rôle de Delores Wise dans When They See Us
  - Margaret Qualley pour le rôle d'Ann Reinking dans Fosse/Verdon
  - Emma Thompson pour le rôle de Vivienne Rook  dans Years and Years
  - Emily Watson pour le rôle d'Ulana Khomyuk  dans Chernobyl

### Autres

#### Meilleure série d'animation
- BoJack Horseman
  - Big Mouth
  - Dark Crystal : Le Temps de la résistance
  - She-Ra et les Princesses au pouvoir
  - Les Simpsons
  - Undone

#### Meilleur talk-show
- The Late Late Show with James Corden
- Late Night with Seth Meyers
  - Desus & Mero
  - Full Frontal with Samantha Bee
  - The Kelly Clarkson Show
  - Last Week Tonight with John Oliver

## Statistiques

### Nominations multiples
- 6 : When They See Us
- 5 : Schitt's Creek, This Is Us
- 4 : Barry, Chernobyl, The Crown, Fleabag, Fosse/Verdon, Game of Thrones, The Good Fight, Unbelievable, Watchmen
- 3 : Big Little Lies, Catch-22, The Good Place, Mme Maisel, femme fabuleuse, Pose, Succession, Years and Years
- 2 : The Act, Billions, GLOW, The Loudest Voice, Modern Love, Au fil des jours, Patsy et Loretta